# Tilo Prückner

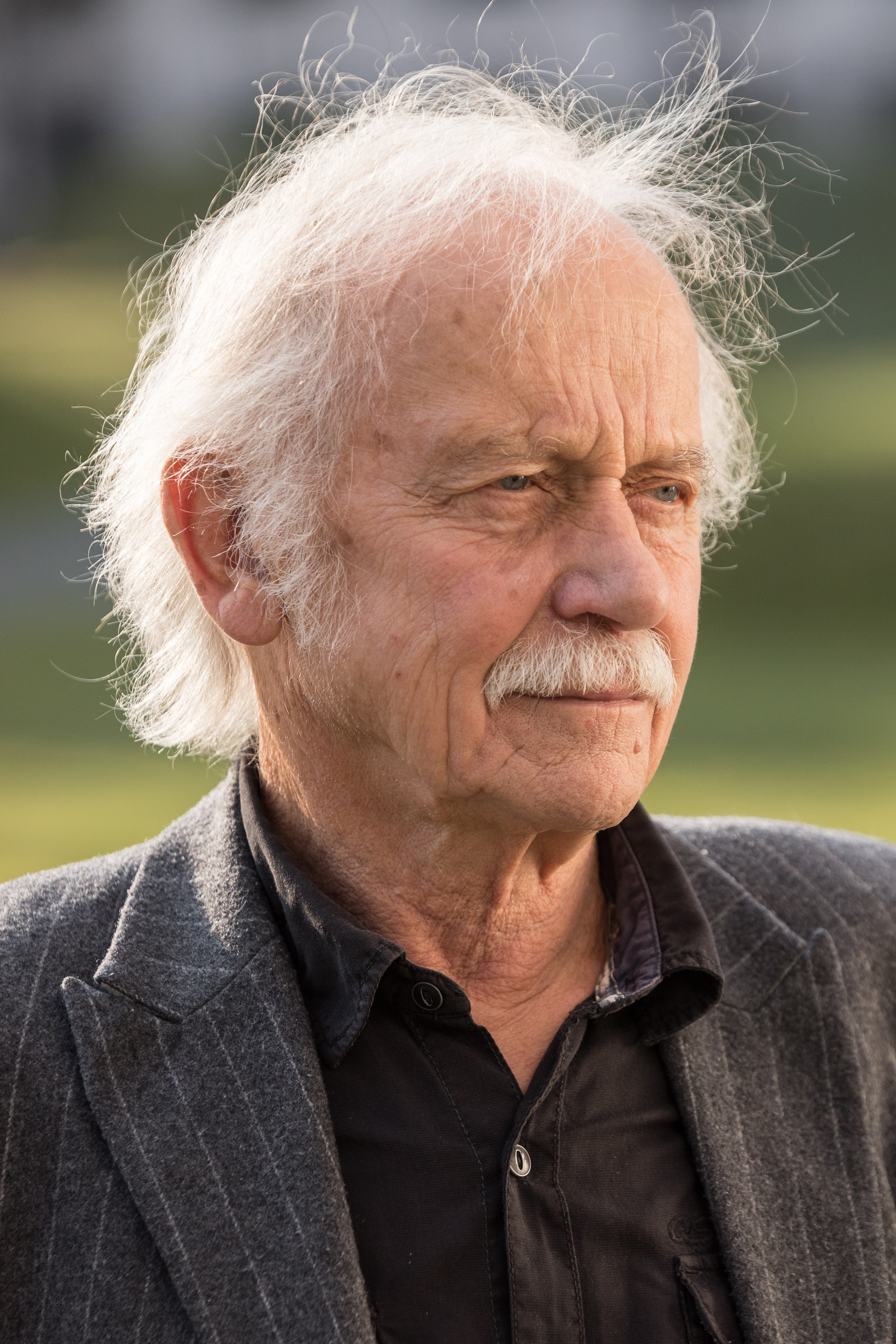
Tilo Prückner (2018)

Tilo Prückner (* 26. Oktober 1940 in Augsburg; † 2. Juli 2020 in Berlin) war ein deutscher Theater- und Filmschauspieler. Er wurde unter anderem durch die Verkörperung oftmals verschrobener Charaktere in Fernsehproduktionen wie Tatort, Adelheid und ihre Mörder, Kommissarin Lucas oder Rentnercops bekannt.

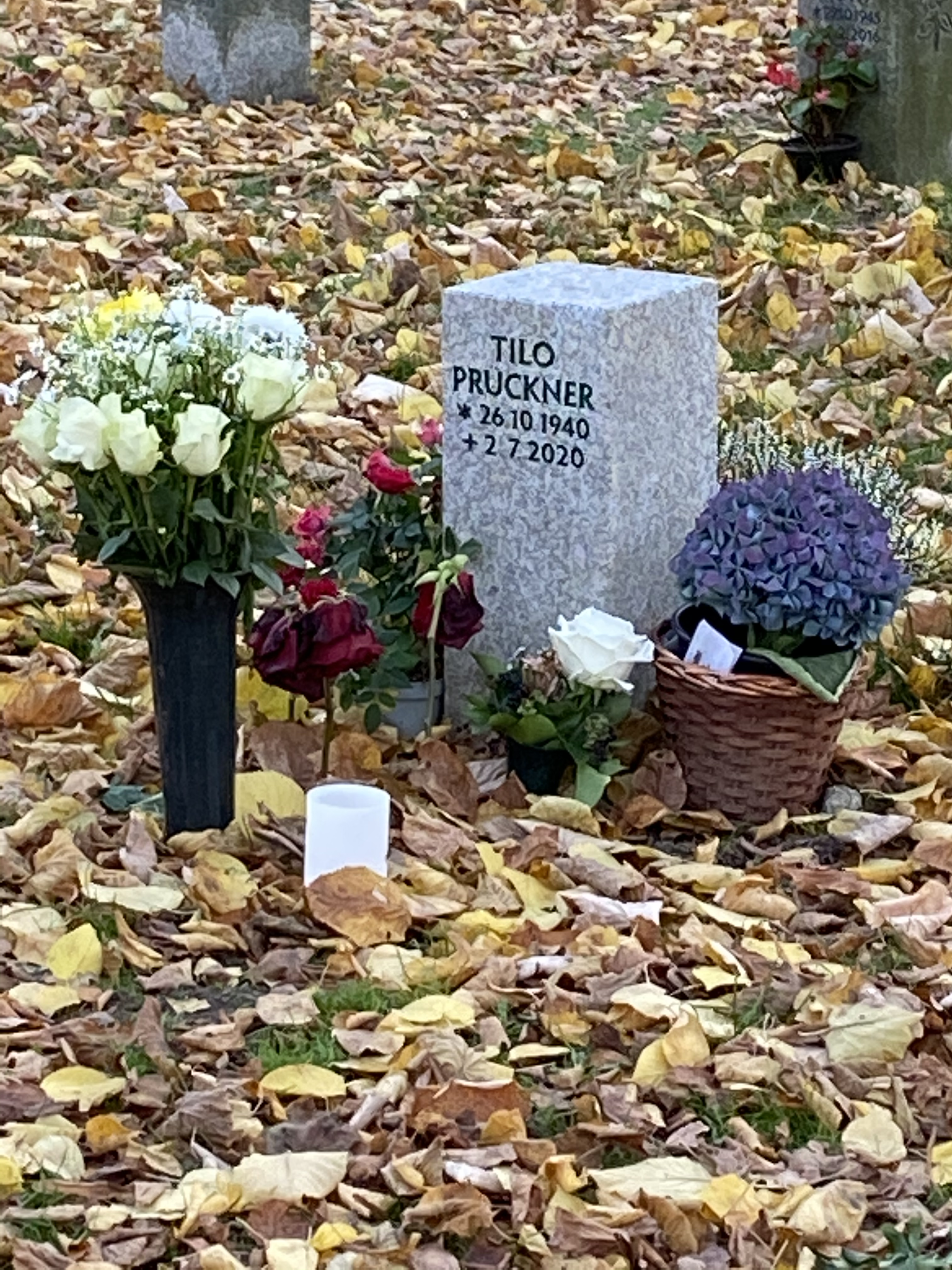
Grab von Tilo Prückner auf dem Alten St.-Matthäus-Kirchhof, 2020

## Leben
Tilo Prückner wurde 1940 in Augsburg als Sohn des Kinderarztes Alfred Prückner und dessen Ehefrau Dorothea Krause sowie als jüngerer Bruder des späteren Archäologen Helmut Prückner geboren. Er besuchte zunächst das Gymnasium bei St. Anna in Augsburg, später das Melanchthon-Gymnasium in Nürnberg, an dem er 1960 das Abitur machte. Sein Jura-Studium brach er ab, um in München eine Schauspielausbildung bei Hans Josef Becher und Ellen Mahlke zu absolvieren.
Tilo Prückner entstammt der Patrizierfamilie Prückner, die eine weit zurückgehende Familientradition in Hof hat.
Im Jahre 2013 veröffentlichte der Verbrecher Verlag seinen Debütroman Willi Merkatz wird verlassen.
Prückner starb im Juli 2020 im Alter von 79 Jahren an Herzversagen. Er hinterließ seine Frau Ute Paffendorf und zwei erwachsene Söhne. Er wurde auf dem Alten St.-Matthäus-Kirchhof Berlin im Ortsteil Schöneberg beigesetzt.

## Karriere

### Theater

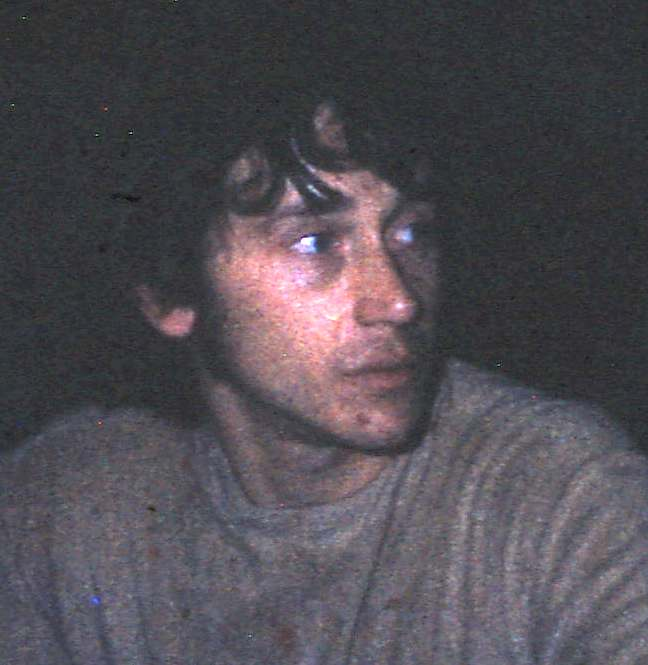
Tilo Prückner, 1968

Von 1962 bis 1964 war er am Theater der Jugend in München engagiert, danach am Stadttheater St. Gallen, von 1966 bis 1968 an den Städtischen Bühnen Oberhausen und 1968/1969 am Schauspielhaus Zürich.
Er spielte von 1970 bis 1973 in Berlin an der Schaubühne am Halleschen Ufer, deren Gründungsmitglied er war. Ab 1973 arbeitete er als freier Schauspieler am Bayerischen Staatsschauspiel.

### Film und Fernsehen
Nach seinen Auftritten in Fernsehaufzeichnungen der Schaubühneninszenierungen wurde er immer öfter von den Regisseuren des Neuen Deutschen Films eingesetzt. 1977 erhielt Prückner den Deutschen Darstellerpreis für seine Rolle als Stehgeiger Hännschen Wurlitzer in Bomber und Paganini.
In späteren Jahren bewies Prückner in zahlreichen Film- und Fernsehproduktionen seine Wandlungsfähigkeit. Besonders markant verkörperte er Exzentriker aller Art. Großen Erfolg hatte Prückner, als er sechs Jahre lang in der Fernsehserie Adelheid und ihre Mörder den hypochondrischen Kriminalhauptmeister Gernot Schubert an der Seite von Evelyn Hamann und Heinz Baumann spielte.
Zwischen 2001 und 2008 ermittelte er zusammen mit Robert Atzorn als Kriminaloberkommissar Eduard Holicek in fünfzehn Folgen der ARD-Krimireihe Tatort. Weiterhin spielte er auch prägnante Nebenrollen wie in der Folge „Nie wieder frei sein“.
Daneben wirkte er von 2003 bis zu seinem Tod 2020 regelmäßig in der ZDF-Krimireihe Kommissarin Lucas neben der Hauptdarstellerin Ulrike Kriener als deren Vermieter Max Kirchhoff mit. Ab März 2015 spielte er in der ARD-Vorabendserie Rentnercops die Hauptrolle des aus dem Ruhestand zurückgeholten Kommissars Edwin Bremer. Zwischen 2012 und 2016 übernahm er die Rolle des Kluftinger sen. in der Krimi-Serie Kommissar Kluftinger an der Seite von Herbert Knaup. In der 5-teiligen Ostwind-Reihe spielte er den kauzigen Reitlehrer Herr Kaan. Prückner blieb bis zu seinem Tod als Schauspieler aktiv.

## Filmografie

### Kino (Auswahl)
- 1967: Wilder Reiter GmbH
- 1971: Apokal
- 1974: Einer von uns beiden
- 1974: Die Verrohung des Franz Blum
- 1975: John Glückstadt
- 1975: Das Tal der tanzenden Witwen
- 1975: Familienglück
- 1975: Berlinger
- 1976: Paule Pauländer
- 1976: Sternsteinhof (von Hans W. Geißendörfer)
- 1976: Bomber & Paganini
- 1977: Grete Minde
- 1978: Der Mann im Schilf
- 1978: Der Schneider von Ulm
- 1979: Die Hamburger Krankheit
- 1979: Der Willi-Busch-Report
- 1979: Lena Rais
- 1980: Die Kinder aus Nr. 67 oder Heil Hitler, ich hätt’ gern ’n paar Pferdeäppel
- 1981: Der Zauberberg
- 1983: Der Schnüffler
- 1984: Kassensturz (von Rolf Silber)
- 1984: Die unendliche Geschichte
- 1984: Didi – Der Doppelgänger
- 1984: Wenn ich mich fürchte
- 1984: Tiger – Frühling in Wien
- 1984: Donauwalzer
- 1987: Der kleine Staatsanwalt
- 1988: Wallers letzter Gang
- 1989: Verfolgte Wege
- 1989: Hab ich nur deine Liebe
- 1992: Deutschfieber
- 1997: Alle für die Mafia
- 1998: Die Siebtelbauern
- 2001: Pinky und der Millionenmops
- 2002: Goebbels und Geduldig
- 2007: Die Fälscher
- 2008: Räuber Kneißl
- 2009: Whisky mit Wodka
- 2012: Iron Sky
- 2012: Bis zum Horizont, dann links!
- 2013: Ostwind – Zusammen sind wir frei
- 2014: Coming In
- 2014: Honig im Kopf
- 2015: Ostwind 2
- 2015: Kleine Ziege, sturer Bock
- 2017: Ostwind – Aufbruch nach Ora
- 2019: Ostwind – Aris Ankunft
- 2021: Ostwind – Der große Orkan

### Fernsehen
- 1971: Die Mutter
- 1971: Peer Gynt (TV-Zweiteiler)
- 1974: Ermittlungen gegen Unbekannt
- 1974: Badische Revolte
- 1975: Lenau
- 1976: Hans im Glück
- 1977: Der harte Handel
- 1978: Paul kommt zurück
- 1978–2014: SOKO 5113 (Fernsehserie, 11 Folgen)
- 1978: Gesche Gottfried
- 1979: Miras Haus
- 1980: Der Jähzornige
- 1980: Der Schatz des Priamos
- 1981: Büro, Büro
- 1981: Kottan ermittelt (Fernsehserie, Folge 7: "Die Beförderung")
- 1982: Die Krimistunde (Fernsehserie, Folge 2, Episode: "Tschüs, Charlie!")
- 1984: Die Krimistunde (Fernsehserie, Folge 9, Episode: "2 Zehntel")
- 1984: Die Försterbuben
- 1984: Unser Mann vom Südpol
- 1985: Sterne fallen nicht vom Himmel
- 1985: Münchener Freiheit
- 1986: Frankensteins Tante (Fernsehserie, sieben Folgen)
- 1986: Kein Alibi für eine Leiche
- 1986–2013: Ein Fall für zwei (Fernsehserie, 9 Folgen)
  - 1986: Todsicherer Tip
  - 1987: ... zum Tode verurteilt
  - 1990: Schwarze Schafe
  - 1993: Böses Erwachen
  - 1995: Abgründe
  - 1996: Tödlicher Abschied
  - 2006: Perfekter Irrtum
  - 2013: Unterm Lindenbaum
- 1987: Die Krimistunde (Fernsehserie, Folge 28, Episode: "Zwangsläufig")
- 1987: Auf Achse (Fernsehserie, zwei Folgen)
- 1987: Die glückliche Familie (Fernsehserie, zwei Folgen)
- 1988: Der Fahnder (Fernsehserie, drei Folgen)
- 1988: Der Lockspitzel
- 1988: Liebling Kreuzberg (Fernsehserie, Folge 2x05)
- 1989: Cop & Co (Serie)
- 1989: Liebe und Maloche
- 1990: Dienstvergehen
- 1990: Schweig Bub
- 1990: Voll daneben – Gags mit Diether Krebs (Fernsehminiserie, 6 Folgen)
- 1990: Abenteuer Airport (Fernsehserie, Folge 1x04)
- 1990–1992: Löwengrube (Fernsehserie, drei Folgen)
- 1992: Tatort – Camerone
- 1992–1999: Adelheid und ihre Mörder (Fernsehserie, 26 Folgen)
- 1993: Freunde fürs Leben  (Fernsehserie, Folge 2x01)
- 1994: Die Kommissarin (Fernsehserie, Folge 1x06)
- 1994/1999: Großstadtrevier: Frühdienst (Fernsehserie, Folge 5x18, 9x08)
- 1995: Über Kreuz
- 1995/2006: Balko (Fernsehserie, Folge 1x10, 8x01)
- 1995: Praxis Bülowbogen (Fernsehserie, Folge 5x01)
- 1996: King of Evergreen
- 1996: Tatort – Der Phoenix-Deal
- 1996: Im Namen des Gesetzes (Fernsehserie, Folge 2x04)
- 1996: Tödliche Wende
- 1996: Tatort – Der Entscheider
- 1996: Doppelter Einsatz (Fernsehserie, Folge 3x09)
- 1997: Polizeiruf 110: Über den Tod hinaus
- 1998: Wolffs Revier (Fernsehserie, Folge 6x07)
- 1998: Comeback für Freddy Baker
- 1998: Alle für die Mafia (TV-Zweiteiler)
- 1998/2001: HeliCops – Einsatz über Berlin (Fernsehserie, Folge 1x04, 3x08)
- 1999: Ein starkes Team (Fernsehserie, Folge 1x11)
- 1999: Klemperer – Ein Leben in Deutschland
- 1999: Tatort – Strafstoß
- 1999: Dr. Sommerfeld – Neues vom Bülowbogen (Fernsehserie, Folge 2x12)
- 1999: Ganz unten, ganz oben
- 1999: Der Clown (Fernsehserie, Folge 3x09)
- 1999: Ein Mann steht auf
- 1999: Schwarz greift ein (Fernsehserie, Folge 3x0)
- 2000: Die Hunde sind schuld
- 2000: Tatort – Die Möwe
- 2001: Der Ermittler (Fernsehserie, Folge 1x04)
- 2001–2008: Tatort (TV-Reihe, als Kriminaloberkommissar Eduard Holicek)
- 2002: Für alle Fälle Stefanie (Fernsehserie, Folge 7x21)
- 2002: Die Rückkehr
- 2003: Die Stunde der Offiziere
- 2003: Pfarrer Braun – Der siebte Tempel
- 2003: Edel & Starck (Fernsehserie, Folge 2x05)
- 2003: Hilfe, ich bin Millionär
- 2003–2020: Kommissarin Lucas (Fernsehreihe, → siehe Folgen)
- 2003: Bloch: Tausendschönchen
- 2003: Novaks Ultimatum
- 2004/2012: SOKO Köln (Fernsehserie, Folge 1x11, 9x02)
- 2004: Donna Leon – Sanft entschlafen (Fernsehserie)
- 2004–2014: SOKO Wismar (Fernsehserie, drei Folgen)
- 2005: Vier Frauen und ein Todesfall (Fernsehserie)
- 2005: Willenbrock
- 2005: Reblaus
- 2006: Der Untergang der Pamir
- 2006: Brennendes Herz
- 2007: Nur ein kleines bisschen schwanger
- 2007: Küstenwache (Fernsehserie, Folge 10x18)
- 2007: Die Familienanwältin (Fernsehserie, Folge 2x06)
- 2007: Die Jäger des Ostsee-Schatzes
- 2008: Alarm für Cobra 11 – Die Autobahnpolizei (Fernsehserie, Folge 23x05)
- 2008: Post Mortem – Beweise sind unsterblich (Fernsehserie, Folge 2x04)
- 2008: Mein Freund aus Faro
- 2008: Freiwild. Ein Würzburg-Krimi
- 2008/2013: Kommissar Stolberg (Fernsehserie, Folge 4x01, 12x03)
- 2008: Marie Brand und der Charme des Bösen
- 2009/2011: Der Alte (Fernsehserie, Folge 34x01, 37x01)
- 2009: Krauses Kur
- 2010: Die Tochter des Mörders
- 2010: Scheidung für Fortgeschrittene
- 2010: Tatort – Die Unmöglichkeit, sich den Tod vorzustellen
- 2010: SOKO Stuttgart (Fernsehserie, Folge 1x11)
- 2010: Tatort – Nie wieder frei sein
- 2010: Pfarrer Braun – Kur mit Schatten
- 2011: Bauernopfer
- 2011: Holger sacht nix
- 2011: SOKO Leipzig (Fernsehserie, Folge 15x21)
- 2011: Krauses Braut
- 2011: Heiter bis tödlich: Nordisch herb (Fernsehserie, Folge 1x03)
- 2012: Milchgeld. Ein Kluftingerkrimi
- 2012: Der Dicke (Fernsehserie, Folge 4x05)
- 2012: Der Landarzt (Fernsehserie, Folge 21x10)
- 2012: Baron Münchhausen
- 2013: Die Pastorin
- 2013: In aller Freundschaft – Anfechtungen (Fernsehserie)
- 2013: Wer hat Angst vorm weißen Mann?
- 2013: Unter anderen Umständen – Der Mörder unter uns
- 2014: Heldt (Fernsehserie, Folge 2x03)
- 2014: Donna Leon – Reiches Erbe
- 2014: Das kalte Herz (Fernsehfilm)
- 2014: Tiere bis unters Dach (Fernsehserie, Folge 4x06)
- 2014: Alarm für Cobra 11 (Fernsehserie, Folge 272)
- 2014: Krauses Geheimnis
- 2015: Der Andi ist wieder da
- 2015–2020: Rentnercops (Fernsehserie)
- 2015: Tatort – Ätzend
- 2016: Herzblut. Ein Kluftingerkrimi
- 2016: Schutzpatron. Ein Kluftingerkrimi
- 2016: Das Alter der Erde
- 2016: Krauses Glück
- 2017: Ein Lächeln nachts um vier
- 2019: Schnitzel de Luxe
- 2019: Krauses Hoffnung
- 2019: Fluss des Lebens – Kwai: Familienbande
- 2019: Alte Bande
- 2020: Krauses Umzug

## Theaterstücke (Auswahl)
- 1984: Gilgamesch und Engidu (mit Roland Teubner)
- 1999: Meier muss Suppe essen[6]

## Hörspiele (Auswahl)
- 1987: Abbagamba mit Harald Weiss (Komposition) – Regie: Bernd Lau (Radio Bremen)
- 2004: Holger Siemann Mordspiel (Müller) – Regie: Christa Kowalski (Kriminalhörspiel – RBB)
- 2006: Jörg Graser: Diridari – Regie: Robert Matejka (Hörspiel – DKultur)
- 2014: Esther Dischereit: Blumen für Otello – Regie: Giuseppe Maio (DKultur)
- 2017: Jocelyne Saucier: Ein Leben mehr (Deutschlandfunk Kultur)

## Auszeichnungen
- 1977: Deutscher Darstellerpreis (Chaplin-Schuh)